# The Last of the Duanes
The Last of the Duanes è un film muto del 1924 diretto da Lynn Reynolds. La sceneggiatura si basa su The Last of the Duanes, un racconto di Zane Grey pubblicato su Argosy nel settembre 1914. Dallo stesso racconto, nel 1919 J. Gordon Edwards aveva diretto L'ultimo eroe. Il soggetto era stato ripreso nel 1930 da Alfred L. Werker con un altro film dal titolo L'ultimo eroe. Nel 1941, ne venne fatto un ulteriore remake, Last of the Duanes, diretto da James Tinling.

## Produzione
Il film fu prodotto dalla Fox Film Corporation.

## Distribuzione
Il copyright del film, richiesto dalla Fox Film Corp., fu registrato il 30 giugno 1924 con il numero LP20402.
Distribuito dalla Fox Film Corporation e presentato da William Fox, il film uscì nelle sale cinematografiche degli Stati Uniti il 24 agosto 1924. In Finlandia, fu distribuito il 26 settembre 1926.